# Borstmyjob
Borstmyjob (Myiobius barbatus) är en fågel bland tättingarna i familjen krontyranner.

## Utbredning och systematik
Borstmyjob delas in i fem underarter:
- barbatus-gruppen
  - M. b. barbatus – förekommer från sydöstra Colombia till norra Peru, södra Venezuela, Guyanaregionen och norra Brasilien
  - M. b. semiflavus – förekommer i öst-centrala Colombia (Nechí regionen Antioquia)
  - M. b. amazonicus – förekommer från östra Peru (söder om Rio Marañón) österut till Rio Madeira i Brasilien
  - M. b. insignis – förekommer i nordöstra Brasilien (söder om Amazonfloden från Rio Tapajós till Pará)
- M. b. mastacalis – förekommer i sydöstra Brasilien (från södra Goiás, Paraíba och Bahia till Santa Catarina)

### Familjetillhörighet
Arten behandlades tidigare som en medlem av familjen tyranner (Tyrannidae). DNA-studier visade initialt att släktet Myiobius liksom de tidigare tyrannerna i Onychorhynchus och Terenotriccus snarare stod närmare tityrorna (Tityridae), varvid flera taxonomiska auktoriteter flyttade dem dit, tillsammans med enigmatiska vassnäbben. Resultat från senare genetiska studier visar dock att de snarare utgör en avlägsen systergrupp till tyrannerna. Författarna till denna studie rekommenderade att de istället bör placeras i en egen familj, Onychorhynchidae. 2025 tilldelades familjen namnet krontyranner av Birdlife Sveriges taxonomikommitté.

## Status
Arten har ett stort utbredningsområde och beståndet anses vara stabilt. Internationella naturvårdsunionen IUCN listar den därför som livskraftig (LC).

## Namn
Myjob är en försvenskning av det vetenskapliga släktesnamnet Myiobius som betyder "lever med/bland/av flugor".